# デブラ・フィッシャー
デブラ・フィッシャー (Debra Fischer, 1953年 - ) は、アメリカ合衆国の天文学者。イェール大学教授である。彼女は、太陽系近傍の主系列星や、太陽系外惑星を含む恒星未満の質量の天体を専門とし、100を超える論文に共著者として名を連ねている。系外惑星の探査を行うN2Kコンソーシアムの主要な研究者の一人で、ジェフリー・マーシーらの系外惑星探査チームにも加わっている。
フィッシャーは、1998年にカリフォルニア大学サンタクルーズ校で博士号を取得した。その後は、カリフォルニア大学バークレー校リック天文台で惑星の探査に携わり博士研究員としての課程を終えた。
彼女は三児の母でもある。